# Enigma (algue)
Pour les articles homonymes, voir Enigma.
Genre
Enigma est un genre d'algues rouges incertae sedis. 

## Liste d'espèces
Selon AlgaeBase (26 juillet 2013) :
- Enigma aculeata Daugbjerg & Vørs
- Enigma calcareophila Weber-van Bosse (espèce type)

Selon Catalogue of Life (26 juillet 2013) :
- Enigma terwillei